# Cherveux
Cherveux és un municipi francès situat al departament de Deux-Sèvres i a la regió de la Nova Aquitània. L'any 2007 tenia 1.517 habitants.

## Demografia

### Població
El 2007 la població de fet de Cherveux era de 1.517 persones. Hi havia 549 famílies de les quals 109 eren unipersonals (40 homes vivint sols i 69 dones vivint soles), 186 parelles sense fills, 218 parelles amb fills i 36 famílies monoparentals amb fills.
La població ha evolucionat segons el següent gràfic:
Habitants censats

### Habitatges
El 2007 hi havia 599 habitatges, 551 eren l'habitatge principal de la família, 15 eren segones residències i 32 estaven desocupats. 580 eren cases i 6 eren apartaments. Dels 551 habitatges principals, 450 estaven ocupats pels seus propietaris, 96 estaven llogats i ocupats pels llogaters i 5 estaven cedits a títol gratuït; 24 tenien dues cambres, 62 en tenien tres, 123 en tenien quatre i 342 en tenien cinc o més. 406 habitatges disposaven pel capbaix d'una plaça de pàrquing. A 172 habitatges hi havia un automòbil i a 337 n'hi havia dos o més.

### Piràmide de població
La piràmide de població per edats i sexe el 2009 era:
| Homes | Edats   | Dones |
| ----- | ------- | ----- |
| 4     | 95 o +  | 0     |
| 0     | 90 a 94 | 4     |
| 12    | 85 a 89 | 20    |
| 16    | 80 a 84 | 20    |
| 12    | 75 a 79 | 20    |
| 24    | 70 a 74 | 36    |
| 36    | 65 a 69 | 36    |
| 24    | 60 a 64 | 12    |
| 20    | 55 a 59 | 16    |
| 48    | 50 a 54 | 36    |
| 68    | 45 a 49 | 32    |
| 72    | 40 a 44 | 84    |
| 32    | 35 a 39 | 52    |
| 60    | 30 a 34 | 44    |
| 20    | 25 a 29 | 24    |
| 12    | 20 a 24 | 8     |
| 76    | 15 a 19 | 44    |
| 52    | 10 a 14 | 40    |
| 40    | 5 a 9   | 40    |
| 32    | 0 a 4   | 24    |

## Economia
El 2007 la població en edat de treballar era de 945 persones, 781 eren actives i 164 eren inactives. De les 781 persones actives 734 estaven ocupades (389 homes i 345 dones) i 46 estaven aturades (18 homes i 28 dones). De les 164 persones inactives 59 estaven jubilades, 74 estaven estudiant i 31 estaven classificades com a «altres inactius».

### Ingressos
El 2009 a Cherveux hi havia 607 unitats fiscals que integraven 1.629 persones, la mediana anual d'ingressos fiscals per persona era de 19.496,5 €.

### Activitats econòmiques
Dels 49 establiments que hi havia el 2007, 1 era d'una empresa alimentària, 1 d'una empresa de fabricació de material elèctric, 1 d'una empresa de fabricació d'altres productes industrials, 19 d'empreses de construcció, 5 d'empreses de comerç i reparació d'automòbils, 3 d'empreses de transport, 2 d'empreses d'hostatgeria i restauració, 1 d'una empresa d'informació i comunicació, 1 d'una empresa immobiliària, 9 d'empreses de serveis, 4 d'entitats de l'administració pública i 2 d'empreses classificades com a «altres activitats de serveis».
Dels 22 establiments de servei als particulars que hi havia el 2009, 1 era una oficina de correu, 1 taller de reparació d'automòbils i de material agrícola, 4 paletes, 2 guixaires pintors, 6 fusteries, 4 lampisteries, 2 electricistes, 1 perruqueria i 1 restaurant.
Dels 2 establiments comercials que hi havia el 2009, 1 era una botiga de menys de 120 m² i 1 una fleca.
L'any 2000 a Cherveux hi havia 25 explotacions agrícoles que ocupaven un total de 1.485 hectàrees.

## Equipaments sanitaris i escolars
El 2009 hi havia 1 hospital de tractaments de mitja durada (seguiment i rehabilitació) i 1 farmàcia.
El 2009 hi havia una escola elemental.

## Poblacions més properes
El següent diagrama mostra les poblacions més properes.